# Oratorio del Beato Nicola de Rupe
L'oratorio del Beato Nicola de Rupe, o Beato Niccolò de Rupe, è un piccolo oratorio sconsacrato che si trova nella palazzina del Segretario della Cifra, un piccolo palazzo nell'estremità orientale del palazzo del Quirinale, nel rione Trevi di Roma, per la precisione al numero 30 della via del Quirinale. Era dedicato a san Nicola della Flüe.

## Storia
Quando la Manica Lunga del palazzo del Quirinale fu completata da Ferdinando Fuga durante il pontificato del papa Clemente XII (1730-1740), un piccolo oratorio venne incluso al pianterreno, in fondo al blocco più orientale della nuova struttura, all'epoca nota come palazzina Fuga. L'oratorio era usato dalla guardia svizzera al servizio della sicurezza del papa nel palazzo che, all'epoca, era la sua residenza principale a Roma. Tuttavia, diversamente dalle altre cappelle del palazzo, questa apparentemente era aperta al pubblico, poiché appare nella mappa del Nolli del 1748 (numero 251). La scelta del santo titolare fu abbastanza appropriata, poiché san Nicolao era un mistico svizzero, canonizzato solo nel 1947 come santo patrono della Svizzera (motivo per cui il nome della cappella attesta ancora il suo status di beato).
L'oratorio fu sconsacrato poco dopo che il palazzo divenne la residenza a Roma dei re d'Italia, dopo il 1870. La struttura non ha un'identità architettonica separata ed è molto piccola, con una pianta quadrata e una piccola abside semicircolare annessa. Quattro pilastri che appaiono nella mappa indicano che probabilmente era presente una cupola interna centrale. Per decorare l'oratorio il pittore Sebastiano Ceccarini aveva realizzato un quadro ritraente il santo titolare, la cui ubicazione è attualmente ignota.
Attualmente la palazzina è l'ufficio presidenziale della Polizia di Stato e da sulla via del Quirinale. Per raggiungere l'oratorio si attraversa l'edificio in tutta la sua lunghezza fino a giungere alla fine. Svoltando sulla sinistra si raggiunge l'oratorio, che si trova al piano terra dell'angolo nord-est della struttura. Attualmente non è possibile visitarlo.